# ماریتا ینتش
ماریتا ینتش (آلمانی: Martina Jentsch؛ زادهٔ ۲۲ مارس ۱۹۶۸) ژیمناست هنری اهل آلمان بود.